# 科索希爾卡
49°5′42″N 26°45′7″E / 49.09500°N 26.75194°E
科索希爾卡（羅馬化：Kosohirka）是位於烏克蘭西部的村莊，由赫梅利尼茨基州裡赫梅利尼茨基區的亞爾莫林齊市鎮負責管轄。該村處於庫利亞夫卡河畔，面積1.82平方公里，海拔高度366米，2001年人口542。